# Florimond Aerts

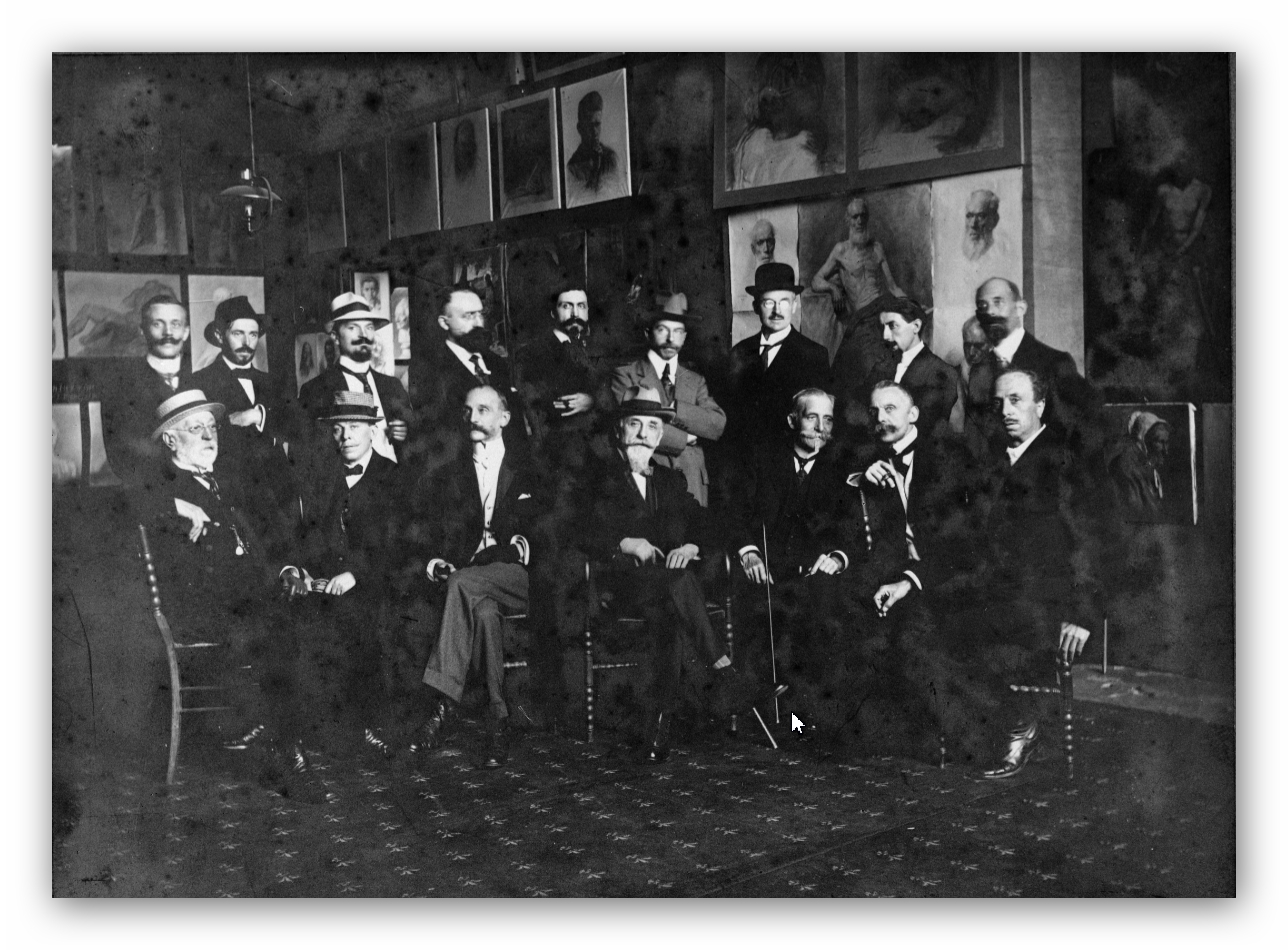
Florimond Aerts (staand, tweede van rechts) in 1918

Florimond Aerts (Brugge, 9 mei 1877 - 26 december 1934) of Flori was een Belgisch kunstschilder, behorende tot de Brugse School.

## Levensloop
Aerts was een zoon van de zadelmaker Ernest Aerts en van Marie-Thérèse Willems. Hij trouwde met Marguerite Ballegeer.
Hij liep school aan de Academie voor Schone Kunsten Brugge en van 1899 tot 1902 aan de Koninklijke Academie voor Schone Kunsten van Brussel. Hij dong driemaal mee voor de Prijs van Rome en kreeg een eervolle vermelding.
Van 1904 tot 1808 werkte hij in het atelier van Flori Van Acker. Daarna werd hij zelfstandig kunstschilder. Hij maakte vooral portretten, onder meer van Theodore Nève, abt van de abdij van Zevenkerken, baron Leon Janssens de Bisthoven, gouverneur van West-Vlaanderen, dr. Henri Brutsaert, voorzitter van de West-Vlaamse provincieraad en volksvertegenwoordiger, Arthur Mayeur, burgemeester van Kortrijk, volksvertegenwoordiger en voorzitter van de West-Vlaamse provincieraad.
Vanaf 1915 werd hij leraar rekenen aan de Brugse Kunstacademie en onderwees er het 'rekenen naar geschaduwde lichamen en het geometrisch rekenen'. Onder zijn leerlingen had hij René De Pauw, José Storie en Gustave Anthone.
Aerts stond bekend als een spirituele en gezellige man. Hij was lid van de kring Hedendaagsche Kunst, die in 1936 een retrospectieve tentoonstelling aan zijn werken wijdde.